# جون نورتن (كاهن)
جون نورتن (بالإنجليزية: John Norton)‏ هو كاهن أمريكي، ولد في 6 مايو 1606 في بيشوب ستورتفورد ‏ في المملكة المتحدة، وتوفي في 5 أبريل 1663.